# Podstavec šibenice (Železný Brod)
Šibenice v Železném Brodě stála na kopci zvaném Šibeník. Je zapsána na seznamu kulturních památek České republiky.

## Historie

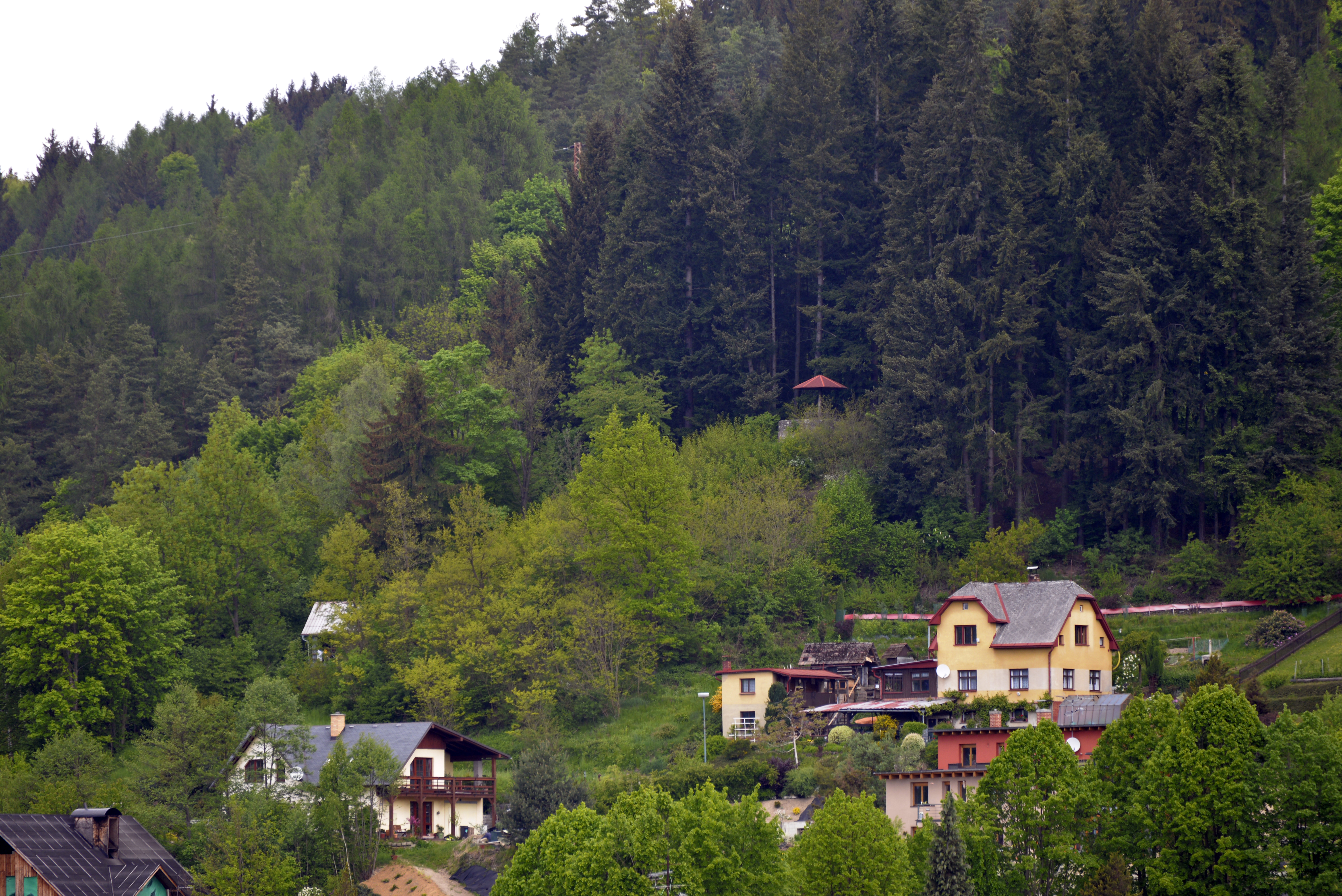
Místo při pohledu od města

Železný Brod získal hrdelní právo roku 1660. První poprava se však konala 12. ledna 1685 pravděpodobně na Velkém náměstí. Popraven byl zloděj Václav Medek ze Záhoří, který se provinil krádeží na zámku Hrubý Rohozec. Roku 1743 zažádalo město Železný Brod vrchnost o povolení vybudovat novou a moderní šibenici. Povolení získal o rok později a ještě téhož roku v lednu byla vystavěna nová šibenice na vrcholu Šibeníku. Již 31. ledna 1744 zde byl popraven Antonín Schnabl z Tanvaldu za pokus o vraždu. Byl sťat mečem. Na šibenici nebyl od té doby popraven nikdo.
Hrdelní trest byl v Železném Brodě zrušen až v druhé polovině 18. století. Od roku 1958 je zachovalý podstavec šibenice zapsán na seznamu kulturních památek České republiky. V současnosti je na místě vyhlídkové místo s lavičkami a dřevěnou střechou.

## Popis

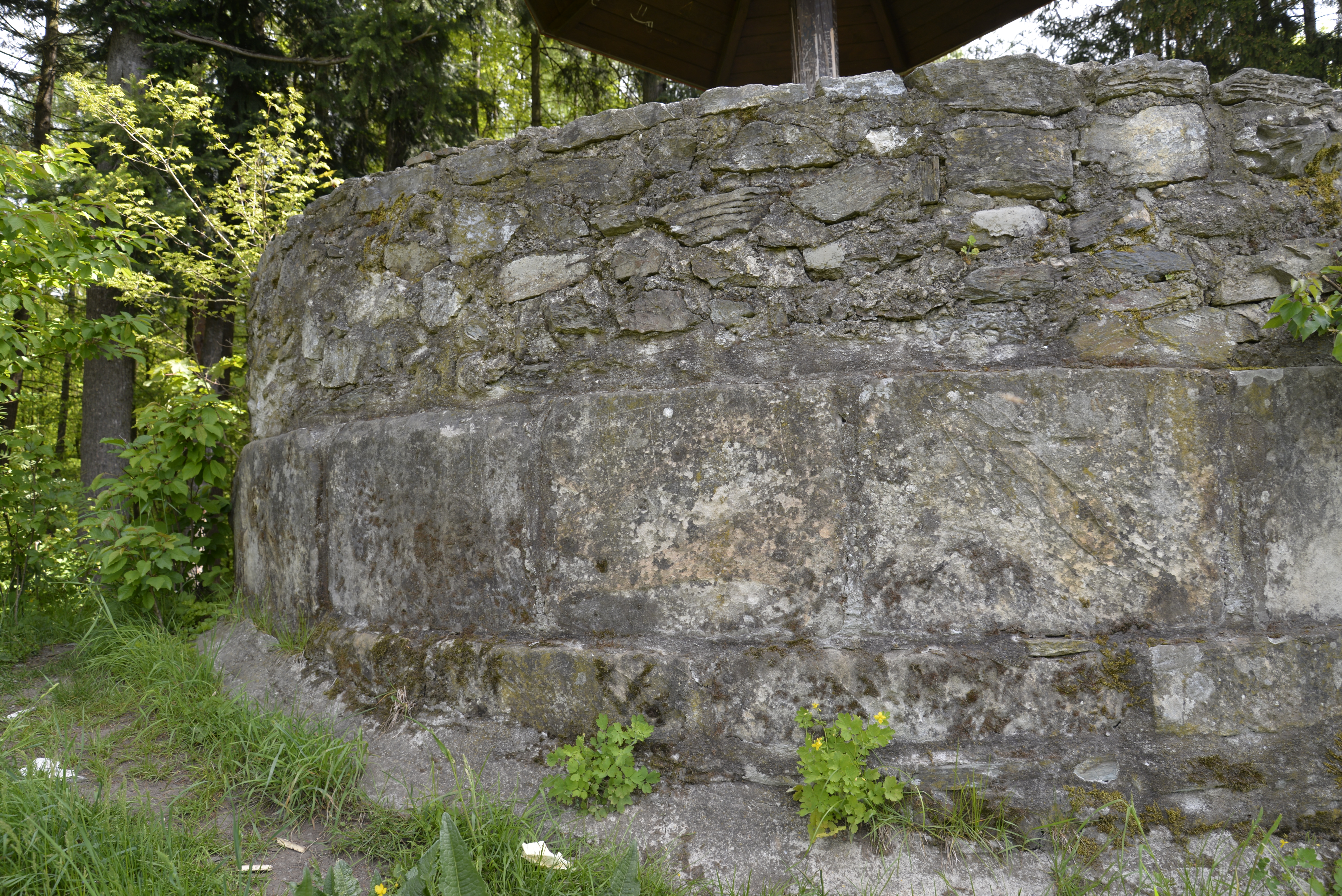
Detail podezdívky

Kamenná podstava šibenice je složena z několika rozdílných horizontálních vrstev. Je vyzděná z mohutných otesaných pískovcových kvádrů (s rytými kříži), nahoře pak z lomového břidlicového kamene.
Původní šibenice byla podpírána třemi nebo čtyřmi pilíři. Po obvodu měl kat nejspíše dřevěný ochoz, který mu usnadňoval práci. Podobná šibenice stála i v Bečově nad Teplou či Horním Slavkově.